# Allerpark

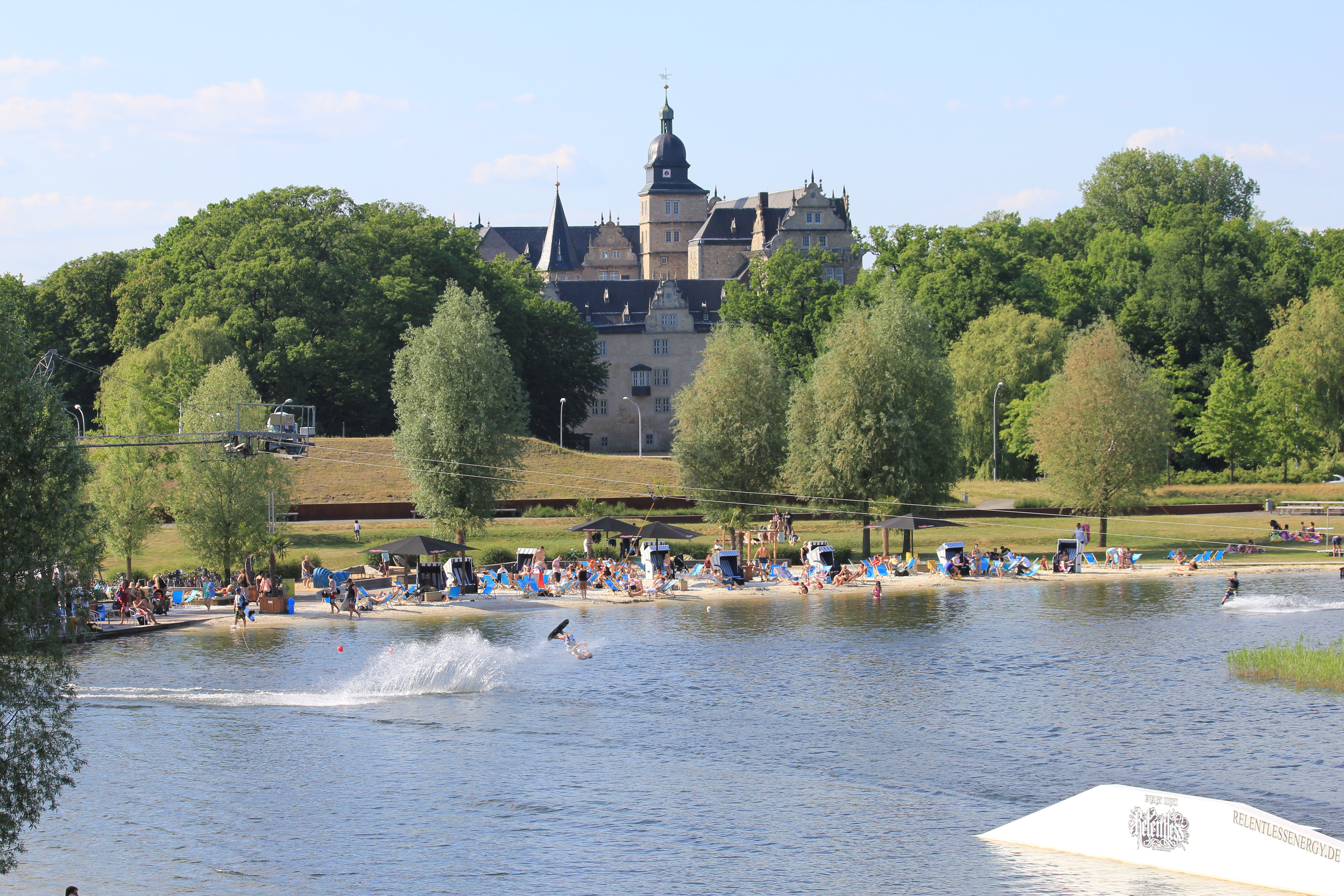
Wakeboarder im Allerpark, im Hintergrund Schloss Wolfsburg

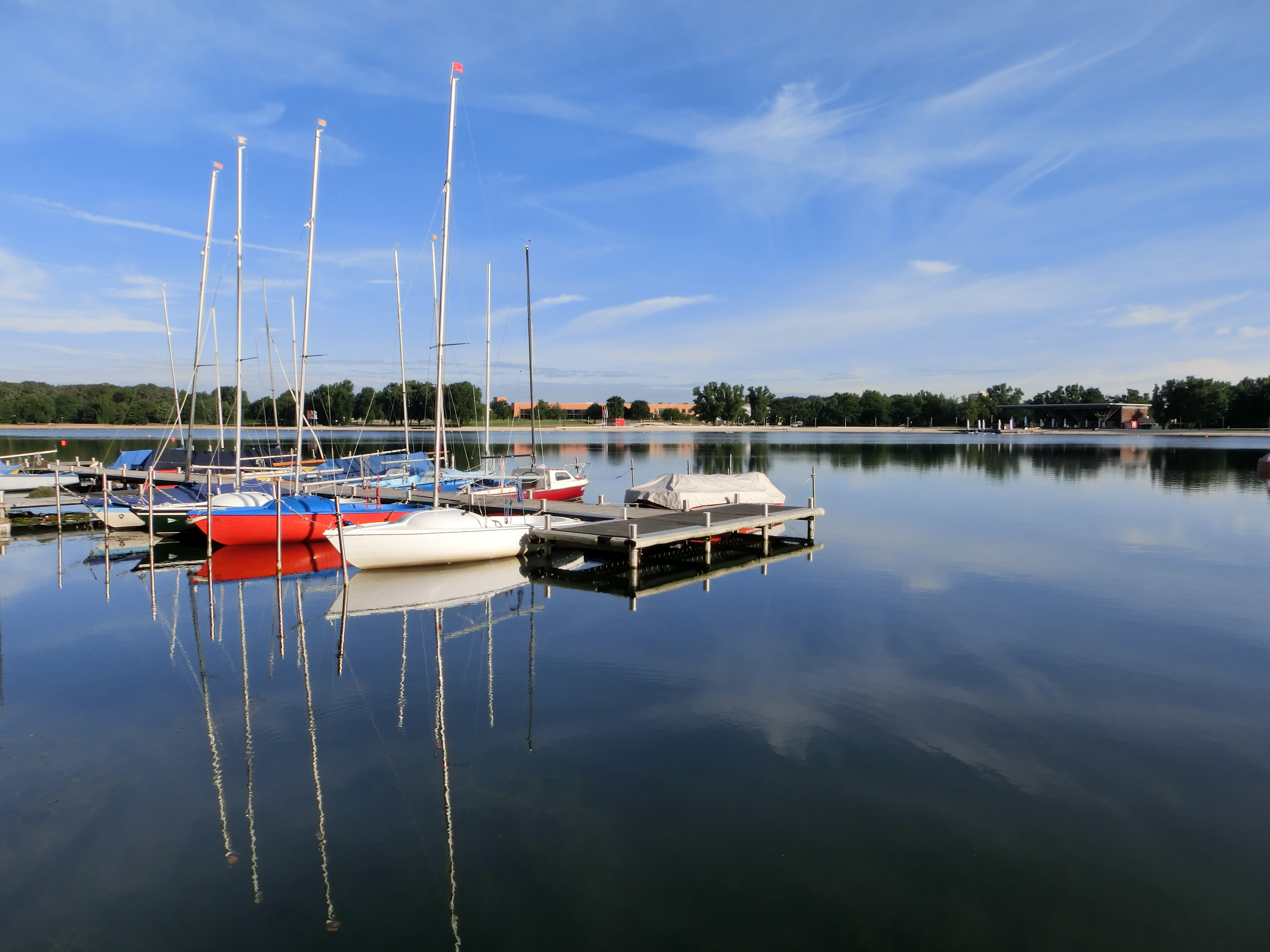
Boote am Anleger im Allersee

Der Allerpark ist ein öffentlicher Erlebnispark in Wolfsburg. Er liegt zwischen den Wolfsburger Ortschaften Neuhaus-Reislingen, Vorsfelde, Nordstadt und Stadtmitte. Sein Mittelpunkt ist der Allersee, der Ende der 1960er Jahre entstand. Der Allerpark ist 130 Hektar groß und beherbergt zahlreiche Freizeitangebote, darunter das AOK Stadion, das BadeLand, die Eis Arena oder die Volkswagen Arena sowie weitere frei zugängliche Anlagen wie Beachvolleyballfelder, einen Skatepark, Outdoor-Fitnessgeräte und Spielplätze. Die Vermarktung des Allerparks erfolgt durch die Wolfsburg Wirtschaft und Marketing GmbH.

## Geschichte
Von 1954 bis 1957 wurde nördlich des Mittellandkanals das Bootshaus des Wolfsburger Kanu-Clubs errichtet; es wurde später mehrfach erweitert. Auf dem Gelände des heutigen Allerparks wurde 1956 die Kleingartenanlage „Heimatscholle“ errichtet, 1957 ihr Vereinsheim eröffnet. Um 1960 bestanden bereits der Campingplatz und das Heim der Naturfreunde. 1962 wurde westlich der Kleingartenanlage das „Italienische Dorf“ als Wohnsiedlung für ledige italienische Gastarbeiter erbaut; die zweistöckigen Holzbaracken wurden 1978 abgerissen und durch Neubauten an derselben Stelle ersetzt. Zuletzt wurden die Gebäude als Bürozentrum Ost vom Volkswagenwerk genutzt; sie wurden für den Bau der Volkswagen Arena abgerissen. 1962 wurde auch das Vereinsheim der Marine-Kameradschaft Wolfsburg am Nordufer des Mittellandkanals eingeweiht.
Im Juli 1958 bewilligte der Rat der Stadt Wolfsburg neun Millionen Mark für die Planung des Allerparks; am 26. März 1969 gab der Rat seine endgültige Zustimmung zum Projekt. 1969 starteten die Arbeiten am Allerpark. Man verlegte die Aller nordwärts; durch Ausbaggern der vormaligen Feuchtlandschaft entstand der Allersee. Das Baggergut wurde zur Erhöhung eines Teils des umliegenden Geländes genutzt. Am 3. September 1970 wurde der Allersee eingeweiht. Das Projekt sollte sowohl einen kulturellen Zweck erfüllen als auch eine symbolische Funktion für die Stadt und Region einnehmen. An der Aller beziehungsweise dem Allersee sind seit den 1950er und 1960er Jahren zahlreiche Vereine ansässig, zum Beispiel ein Kanu-, ein Ruder- und ein Yacht-Club. 1975 musste die Stadt weitere Arbeiten am Allerpark zunächst aufschieben. Der Grund waren sinkende Einnahmen aus Steuern von Volkswagen. Bereits zwei Jahre später eröffnete unter dem Namen „Badeland“ ein Freizeitbad. 1980 fand erstmals das Wolfsburger Schützen- und Volksfest im Allerpark statt. Mit dem Eispalast kam 1983 eine Eissporthalle hinzu; sie heißt heute EisArena Wolfsburg. 1987 wurde der Allersee nochmals vertieft. Er ist heute 1.230 Meter lang, 270 Meter breit und fasst rund eine Million Kubikmeter Wasser.
In den 1990er Jahren war der Dienstleistungssektor in Wolfsburg nur schwach ausgeprägt, es gab einen hohen Kaufkraftabfluss ins Umland. Aus dieser Motivation heraus verfasste man das „AutoVision“-Konzept, das Volkswagen der Stadt anlässlich ihres 60. Geburtstages schenkte. Es beinhaltet zahlreiche Maßnahmen, um die Lebensqualität und Wettbewerbsfähigkeit Wolfsburgs zu stärken. Dazu zählte die Einrichtung einer „Erlebniswelt“, in deren Zentrum der Allerpark stand. Dort sollten hochwertige Freizeitangebote geschaffen werden, um die Anziehungskraft der Stadt Wolfsburg zu erhöhen und zeitgleich den Dienstleistungssektor am Standort zu stärken und Arbeitsplätze zu schaffen. Zur Umsetzung des „AutoVision“-Konzepts wurde 1999 die Wolfsburg AG gegründet. Die Stadt Wolfsburg und Volkswagen sind am Gemeinschaftsunternehmen jeweils zur Hälfte beteiligt. Seit Ende der 1990er Jahre koordiniert das Unternehmen die Projektentwicklung im Allerpark.
Den Anfang machte 2002 die Volkswagen Arena, das Stadion des VfL Wolfsburg. Im selben Jahr eröffnete das BadeLand Wolfsburg, nachdem das alte Freizeitbad 1998 bis auf die Grundmauern abgebrannt war. Anlässlich der Landesgartenschau 2004 wurde der Allerpark umfassend modernisiert und umgestaltet. Man legte zum Beispiel einen weiteren See und neue Hügellandschaften an. Dafür wurde der Allerpark mit dem Deutschen Landschaftsarchitektur-Preis 2005 ausgezeichnet. Aufgrund der Tatsache, dass der Allerpark neben dem Schlosspark einen großen Teil der Veranstaltungsfläche ausmachte, schuf man zum Beispiel auch neue Parkplätze und Räume für den Individualverkehr der Besucher. 2006 nahm man die EisArena Wolfsburg in Betrieb. Zudem wurden in den letzten Jahren im Allerpark solche Angebote ausgebaut, die ohne Eintritt besucht werden können, wie die Skateskulptur, Spielplätze, Beachvolleyballfelder, ein DiscGolf-Parcours, ein Planetenweg, befestigte Rundwege und Outdoor-Fitnessgeräte. Von 2000 bis 2010 entstanden im Allerpark 350 neue Arbeitsplätze, jährlich ziehen die Angebote mehrere Millionen Besucher an. Jüngste Bauwerke im Allerpark sind das 2015 eröffnete AOK Stadion, in dem die Frauen- und Nachwuchsmannschaften des VfL Wolfsburg spielen, sowie das VfL-Center und die VfL-Fußballwelt. Anfang 2018 wurde der Allerpark mit dem Courtyard by Marriott Wolfsburg erstmals um ein Hotel bereichert, Baubeginn war bereits 2016.
Vom 21. März bis zum 16. April 2020 war der Allerpark aufgrund der COVID-19-Pandemie in Deutschland für Besucher gesperrt.

## Einrichtungen
In den letzten Jahren sind im Allerpark diverse „erlebnisorientierte Freizeitangebote“ entstanden. Neben dem AOK Stadion, dem BadeLand Wolfsburg, der EisArena Wolfsburg und der Volkswagen Arena schufen private Investoren zahlreiche weitere Einrichtungen. Diese erhöhten das Angebot am Standort nicht nur qualitativ, sondern auch quantitativ. Beispiele für spezialisierte Angebote im Allerpark sind das Vienna Fitnessstudio (ehemals SoccaFive Arena), der 2009 eröffnete Hochseilklettergarten monkeyman oder die Wasserskianlage WakePark mit angrenzendem BeachClub. Zudem gibt es im Allerpark das Strike Bowling- und Eventcenter und einen Campingplatz am Allersee.
Den Besuchern des Allerparks stehen mehrere Restaurants sowie ein Hotel zur Verfügung. Für gastronomische Zwecke wurde auch der Kolumbianische Pavillon, der von der Expo 2000 stammt und von Daniel Bonilla aus Bogotá entworfen wurde, am Allersee wieder aufgebaut.
Im Allerpark finden jedes Jahr diverse Veranstaltungen statt. Dazu gehören das Schützen- und Volksfest, an dem teilweise über 400.000 Besucher gezählt werden, das Sommerfest im Allerpark und der Volkstriathlon. Das Sommerfest zog in den letzten Jahren zehntausende Besucher an. Seit 2004 findet im Allerpark die von der Wolfsburg AG ausgerichtete Internationale Zuliefererbörse (IZB) statt, die europaweit größte Messe für Automobilzulieferer.
Zu den bekanntesten Einrichtungen des Allerparks zählen unter anderem:

### AOK Stadion

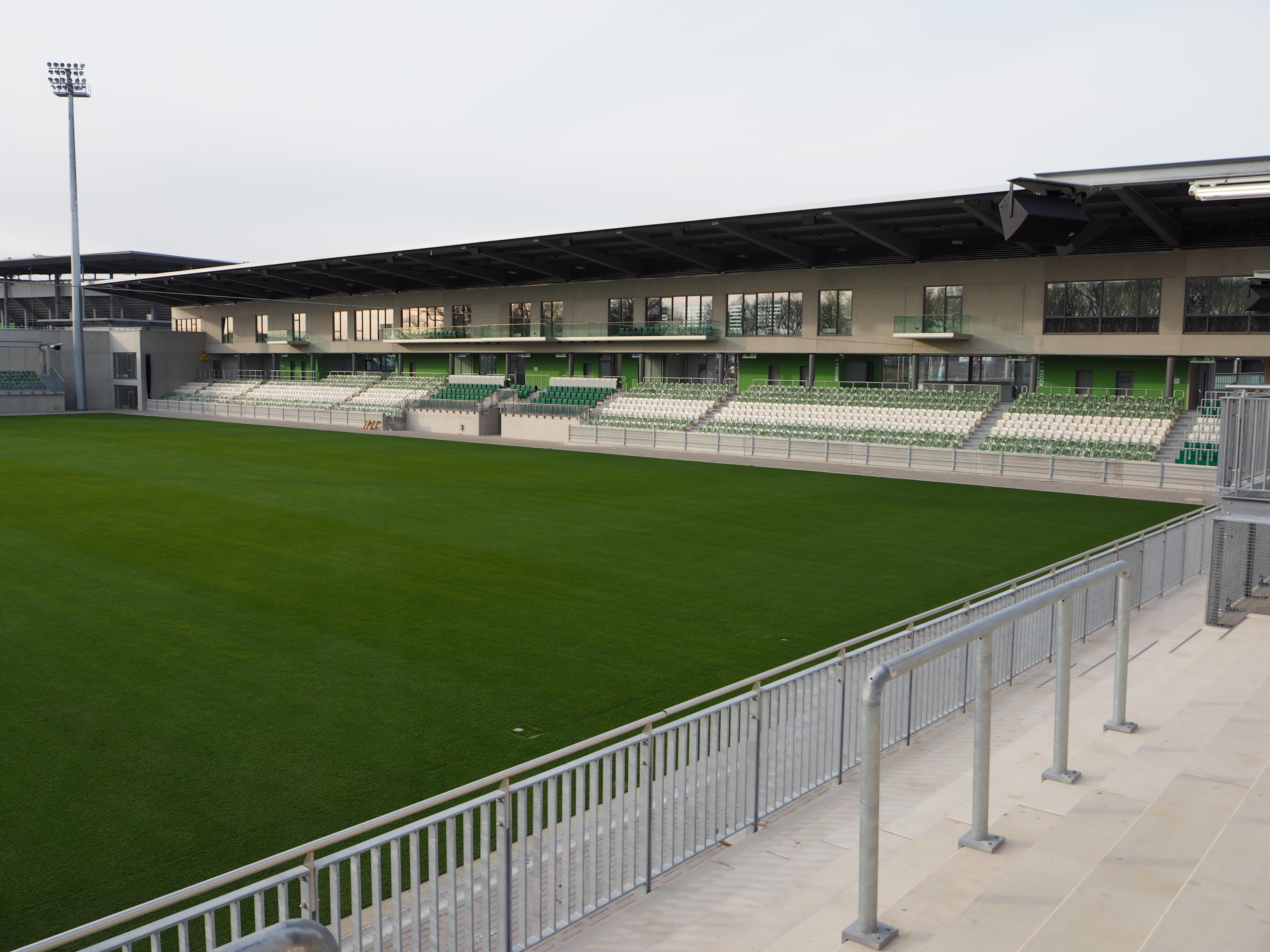
AOK Stadion

Das AOK Stadion im Allerpark wurde von 2013 bis 2015 errichtet. Es ist Heimspielstätte der Frauen- und Nachwuchsmannschaften des VfL Wolfsburg. Insbesondere der Frauenfußball wurde durch den Neubau weiter gefördert. Im AOK Stadion befindet sich auch die VfL-FußballWelt, eine interaktive Ausstellung über den Verein. Das AOK Stadion liegt westlich des Allersees in direkter Nachbarschaft zur Volkswagen Arena.

### BadeLand Wolfsburg

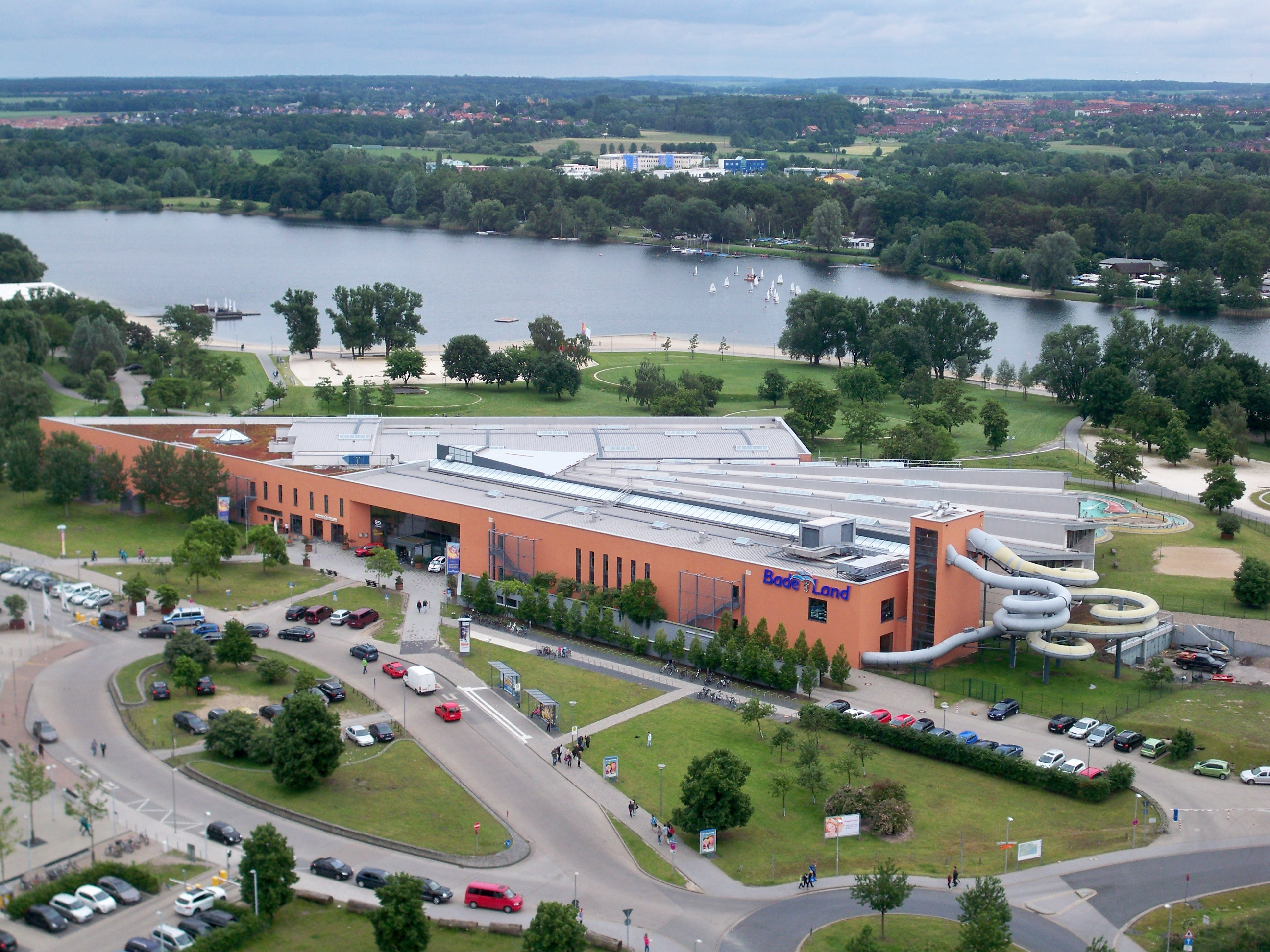
BadeLand Wolfsburg

1977 eröffnete mit dem Badeland Wolfsburg das erste Schwimmbad im Allerpark, das 1999 aufgrund eines Defekts bis auf die Grundmauern niederbrannte. Daraufhin erbaute man an gleicher Stelle für über 34 Millionen Euro ein neues Freizeitbad. Das BadeLand Wolfsburg wurde 2002 eröffnet. Es fasst 1.700 Besucher und verfügt über eine Nutzfläche von 11.000 Quadratmetern, davon 3.000 Quadratmeter Wasserfläche. Das BadeLand Wolfsburg ist damit Norddeutschlands größtes Freizeit- und Spaßbad; es ist überregional bekannt. In das BadeLand sind ein Actic Fitness Studio, das Askero Day Spa und die Saunalandschaft mit zwölf verschiedenen Saunen integriert. Das BadeLand Wolfsburg liegt nördlich des Allersees neben der EisArena Wolfsburg.

### EisArena Wolfsburg

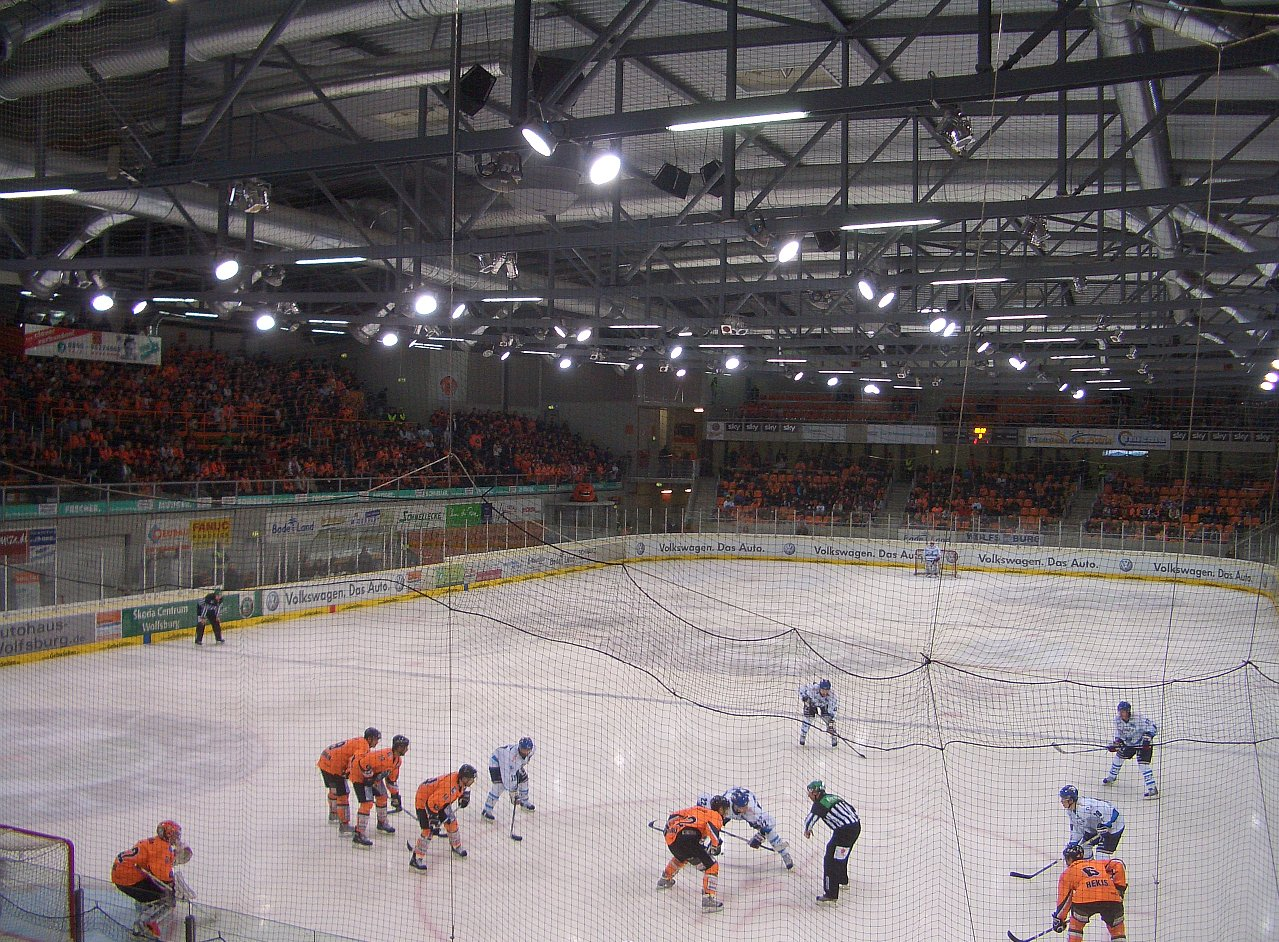
EisArena Wolfsburg

Die EisArena Wolfsburg ist eine Eissporthalle, in der unter anderem der Eishockey-Bundesligist Grizzlys Wolfsburg zu Hause ist. Sie wurde 2006 am Ort des vormaligen Eispalastes eröffnet und dient in der Wintersaison auch als öffentliche Schlittschuhbahn. Außerdem richtete man zum Beispiel 2014 die Niedersächsischen Landesmeisterschaften im Eiskunstlauf dort aus. Die Eis Arena Wolfsburg machte immer wieder erhebliche Verluste. Aufgrund dessen wurde sie Ende 2014 von den Stadtwerken wieder an die Stadt Wolfsburg verkauft.

### Volkswagen Arena

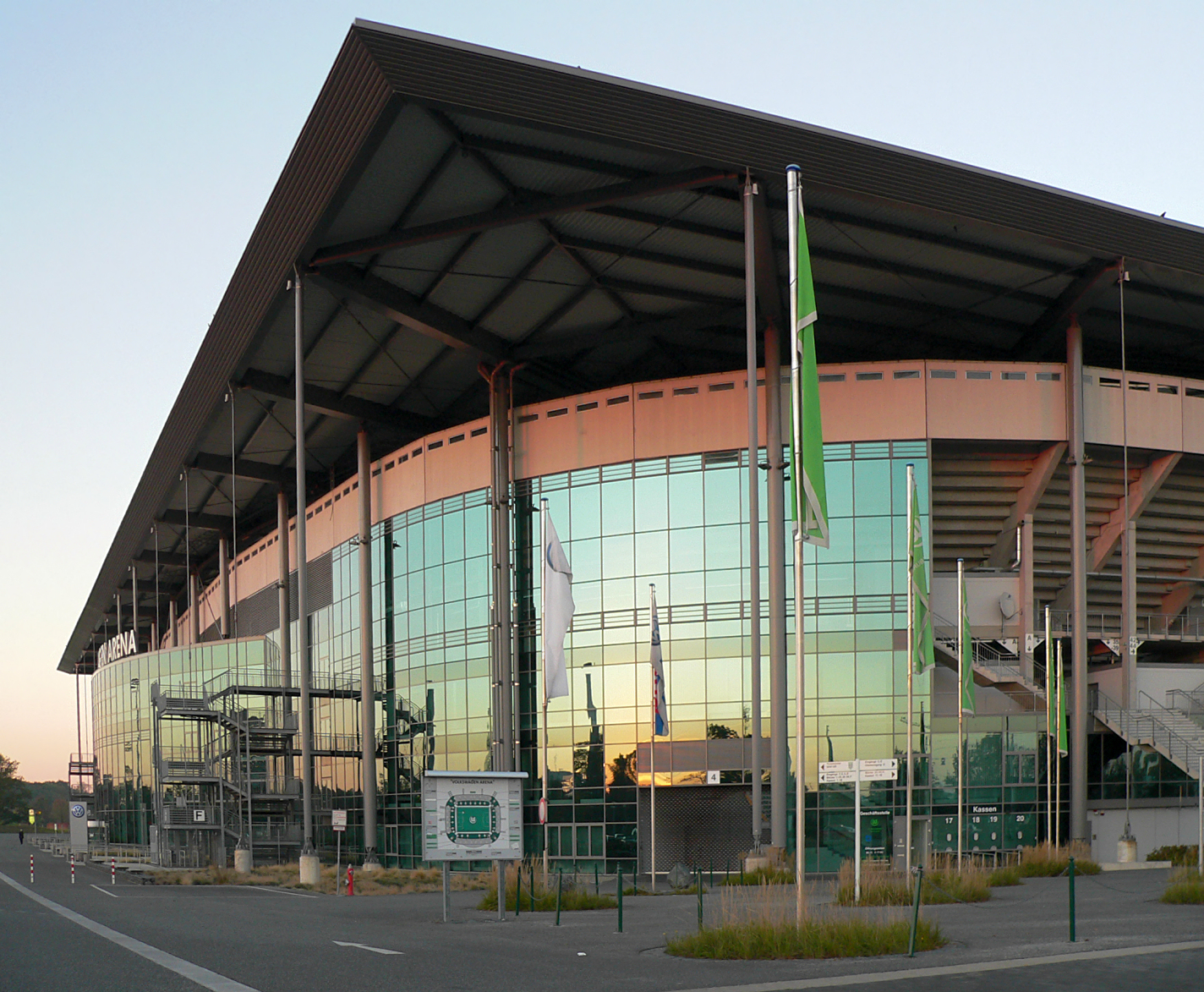
Volkswagen Arena

Die Volkswagen Arena ist das Fußballstadion der Herren-Bundesliga-Mannschaft des VfL Wolfsburg. Sie wurde im Herbst 2002 eröffnet und bietet Platz für rund 30.000 Zuschauer. Die Bauzeit betrug 18 Monate, die Kosten beliefen sich auf 53 Millionen Euro. Das erste Spiel in der Volkswagen Arena wurde zwischen dem VfL Wolfsburg und dem VfB Stuttgart ausgetragen. Mit der Volkswagen Arena wollte der Verein seine internationalen Ambitionen stärken, insbesondere im Hinblick auf die Champions League. Die Volkswagen Arena bietet auch Veranstaltungsräume für Kongresse, Tagungen und private Feiern.

## Vereine
Am Allersee im Allerpark sind zahlreiche Vereine beheimatet. Dazu zählen etwa der Motorbootclub Wolfsburg, der Sportfischerverein Wolfsburg sowie die Wolfsburger Kanu-, Ruder- und Yacht-Clubs. Die Wassersportvereine bestehen meist länger als der Park selbst. Die Ortsgruppe Wolfsburg der Deutschen Lebens-Rettungs-Gesellschaft sind ebenfalls am Allersee ansässig. Sie verantwortet insbesondere die Wasserrettung und überwacht in der Hauptsaison den Badebetrieb. Die Ansiedlung von Vereinen am Standort steht in Zusammenhang mit der Strategie der Stadt Wolfsburg, insbesondere die Sportvereine zu fördern.